# Щавін-Борови-Кольонія
Щавін-Борови-Кольонія (пол. Szczawin Borowy-Kolonia) — село в Польщі, у гміні Щавін-Косьцельни Ґостинінського повіту Мазовецького воєводства.
Населення — 95 осіб (2011).
У 1975-1998 роках село належало до Плоцького воєводства.

## Демографія
Демографічна структура станом на 31 березня 2011 року:
|          | Загалом | Допрацездатний вік | Працездатний вік | Постпрацездатний вік |
| -------- | ------- | ------------------ | ---------------- | -------------------- |
| Чоловіки | 46      | 9                  | 32               | 5                    |
| Жінки    | 49      | 11                 | 21               | 17                   |
| Разом    | 95      | 20                 | 53               | 22                   |